# 乔·施莱默尔
乔·施莱默尔（德語：Joe Schleimer，1909年5月31日—1988年11月23日），加拿大男子摔跤运动员。他曾代表加拿大参加1936年夏季奥林匹克运动会摔跤比赛，获得男子自由式次中量级铜牌。